# Jingyuan (Gansu)
Jingyuan (en chino tradicional, 靖遠縣; en chino simplificado, 靖远县; pinyin, Jìngyuăn Xiàn) es una localidad de la ciudad-prefectura de Baiyin en la provincia de Gansu, República Popular China, con una población censada en noviembre de 2010 de 454 925 habitantes.
El nombre proviene de «establecerse en las tierras fronterizas». Jingyuan pertenecía al reino Yiqu y posteriormente pasó a formar parte del estado Qin. El condado se fundó durante la dinastía Han en el año 114 a. C. Durante la dinastía Wei Occidental, se conocía como Huizhou (会州), puesto defensivo del condado de Huining. Estaba ubicado en el campo de batalla de la dinastía Song del Norte y la dinastía Xia Occidental. En 1730, el condado recibió su nombre actual. En 1928, Jingyuan fue transferido de Shaanxi a Gansu.
Se encuentra situada en el este de la provincia, cerca de la frontera con la región autónoma de Ningxia y del río Amarillo (Huang He).